# Teuleria de la Font Vella
La Teuleria de la Font Vella és una obra de Tivissa (Ribera d'Ebre) inclosa a l'Inventari del Patrimoni Arquitectònic de Catalunya.

## Descripció
Es tracta d'una teuleria situada en el terme municipal de Tivissa. El seu estat de conservació és bo tot i que estigui en desús. El parament està fet a partir de pedra irregular, en gran part de mesura considerable, disposada de manera desigual. Una llinda resguarda la boca del forn. Està decorada amb una doble filera de maons plans disposats a mode d'arc escarser.
La boca del forn és lleugerament corbada, tot i que no forma un arc de mig punt. Es tracta d'un arc aparellat amb doble fila de maons. L'obertura pròpiament dita està tapada amb una reixa.